# Кунья-и-Менезеш, Карлуш да
Карлуш да Кунья-и-Менезеш (порт. Carlos da Cunha e Meneses; 9 апреля 1759, Лиссабон, Королевство Португалия — 14 декабря 1825, Лиссабон, Королевство Португалия) — португальский кардинал. Шестой Патриарх Лиссабона с 23 августа 1819 по 14 декабря 1825 года. Кардинал-священник с 27 сентября 1819 по 14 декабря 1825 года.